# Ormosia
Ormosia es un género de plantas de la familia de las leguminosas (Fabaceae) con unas 150 especies aceptadas. La mayoría son árboles o grandes arbustos que están distribuidos por todas las regiones tropicales del mundo y algunos extendidos por las zonas templadas, en especial el sudeste asiático.
Unas cuantas especies se encuentran amenazadas por destrucción de hábitat, entre ellas Ormosia howii, probablemente extinguida.

## Especies
- Ormosia apiculata Chen
- Ormosia arborea Harms
- Ormosia avilensis Pittier & Pierce
- Ormosia calavensis Azaola
- Ormosia cambodiana Gagnep.
- Ormosia cathayensis L.Chen
- Ormosia coccinea Jacks.
- Ormosia costulata (Miq.) Kleinh.
- Ormosia coutinhoi Ducke
- Ormosia cruenta Rudd
- Ormosia gracilis Prain ex King
- Ormosia grandistipulata Whitmore
- Ormosia hosiei Hemsl. & E.H.Wilson
- Ormosia howii Merr. & Chun ex Merr. & Chen
- Ormosia intermedia N.Zamora
- Ormosia jamaicensis Urb.
- Ormosia laosensis Niyomdham
- Ormosia macrocalyx
- Ormosia monchyana Boerl. & Koord. ex Koord.
- Osmosia monosperma Urb.
- Ormosia oaxacana
- Ormosia pachycarpa Champ. ex Benth.
- Ormosia panamensis Benth.
- Ormosia penangensis Ridl.
- Ormosia polita Prain